# Кариев, Хикмат
Хикмат Кариев — советский хозяйственный, государственный и политический деятель.

## Биография
Родился в 1907 году. Член КПСС с 1939 года.
С 1929 года — на хозяйственной, общественной и политической работе. В 1929—1965 гг. — организатор сельскохозяйственного производства в Ферганской области, секретарь Ферганского обкома КП(б) Узбекистана по кадрам, первый секретарь Алты-Арыкского райкома КП(б) Узбекистана, первый секретарь Ахунбабаевского райкома КП Узбекистана, первый секретарь Кокандского горкома КП Узбекистана, партийный работник в Ферганской области.
Избирался депутатом Верховного Совета Узбекской ССР 4-го и 5-го созывов.
Умер после 1965 года.